# 上勢頭亨
上勢頭 亨（うえせど とおる、1910年 - 1984年）は、沖縄県出身の僧・民俗学者。竹富島の民俗研究に功績があり、島の自然を守る思想的指導者的存在であった。
1949年に浄土真宗本願寺派竹富詰所長に任命され、1957年には日本最南端の寺である喜宝院を開いてその住職を務めるかたわら、竹富島の民俗資料を蒐集し民俗資料館「蒐集館」を1963年に設立。蒐集館には約4000件の民俗資料が展示されており、このうち842点は2007年に「竹富島の生活用具」として登録有形民俗文化財に登録された。

## 著作
- 竹富島誌 民話・民俗篇 - 法政大学出版会、1976年8月 ISBN 978-4-588-33433-7[6] / ISBN 978-4-588-92071-4 （オンデマンド版）
- 竹富島誌 歌謡・芸能篇 - 法政大学出版会、1979年11月 ISBN 978-4-588-33434-4[7] / ISBN 978-4-588-92072-1 （オンデマンド版）